# MoTrip/Diskografie
Diese Diskografie ist eine Übersicht über die musikalischen Werke des deutsch-libanesischen Rappers MoTrip. Den Schallplattenauszeichnungen zufolge hat er bisher mehr als 1,3 Millionen Tonträger verkauft. Seine erfolgreichste Veröffentlichung ist die Single So wie du bist mit über einer Million verkauften Einheiten. Das Lied avancierte alleine in Deutschland zum Millionenseller, womit es zu den meistverkauften Rapsongs sowie den meistverkauften Singles des Landes der 2010er Jahre zählt.

## Alben

### Studioalben
| Jahr | Titel Musiklabel     | Höchstplatzierung, Gesamtwochen, AuszeichnungChartplatzierungen (Jahr, Titel, Musiklabel, Platzierungen, Wochen, Auszeichnungen, Anmerkungen) | Höchstplatzierung, Gesamtwochen, AuszeichnungChartplatzierungen (Jahr, Titel, Musiklabel, Platzierungen, Wochen, Auszeichnungen, Anmerkungen) | Höchstplatzierung, Gesamtwochen, AuszeichnungChartplatzierungen (Jahr, Titel, Musiklabel, Platzierungen, Wochen, Auszeichnungen, Anmerkungen) | Anmerkungen                                             |
| Jahr | Titel Musiklabel     | DE | AT | CH | Anmerkungen                                             |
| ---- | -------------------- | --- | --- | --- | ------------------------------------------------------- |
| 2012 | Embryo Urban Records | DE9 (3 Wo.)DE | AT14 (1 Wo.)AT | CH14 (2 Wo.)CH | Erstveröffentlichung: 1. März 2012                      |
| 2015 | Mama Vertigo Records | DE3 Gold · (16 Wo.)DE | AT5 (9 Wo.)AT | CH3 (20 Wo.)CH | Erstveröffentlichung: 19. Juni 2015 Verkäufe: + 100.000 |

### Kollaboalben
| Jahr | Titel Musiklabel            | Höchstplatzierung, Gesamtwochen, AuszeichnungChartplatzierungen (Jahr, Titel, Musiklabel, Platzierungen, Wochen, Auszeichnungen, Anmerkungen) | Höchstplatzierung, Gesamtwochen, AuszeichnungChartplatzierungen (Jahr, Titel, Musiklabel, Platzierungen, Wochen, Auszeichnungen, Anmerkungen) | Höchstplatzierung, Gesamtwochen, AuszeichnungChartplatzierungen (Jahr, Titel, Musiklabel, Platzierungen, Wochen, Auszeichnungen, Anmerkungen) | Anmerkungen                                       |
| Jahr | Titel Musiklabel            | DE | AT | CH | Anmerkungen                                       |
| ---- | --------------------------- | --- | --- | --- | ------------------------------------------------- |
| 2018 | Mohamed Ali Universal Music | DE43 (1 Wo.)DE | — | CH90 (1 Wo.)CH | Erstveröffentlichung: 7. Dezember 2018 mit Ali As |

### Livealben
| Jahr | Titel Musiklabel                               | Höchstplatzierung, Gesamtwochen, AuszeichnungChartplatzierungen (Jahr, Titel, Musiklabel, Platzierungen, Wochen, Auszeichnungen, Anmerkungen) | Höchstplatzierung, Gesamtwochen, AuszeichnungChartplatzierungen (Jahr, Titel, Musiklabel, Platzierungen, Wochen, Auszeichnungen, Anmerkungen) | Höchstplatzierung, Gesamtwochen, AuszeichnungChartplatzierungen (Jahr, Titel, Musiklabel, Platzierungen, Wochen, Auszeichnungen, Anmerkungen) | Anmerkungen                            |
| Jahr | Titel Musiklabel                               | DE | AT | CH | Anmerkungen                            |
| ---- | ---------------------------------------------- | --- | --- | --- | -------------------------------------- |
| 2016 | Mosaik (Orchestrated by Jimek) Universal Music | DE57 (1 Wo.)DE | — | — | Erstveröffentlichung: 2. Dezember 2016 |

### Kompilationen
| Jahr | Titel Musiklabel       | Höchstplatzierung, Gesamtwochen, AuszeichnungChartplatzierungen (Jahr, Titel, Musiklabel, Platzierungen, Wochen, Auszeichnungen, Anmerkungen) | Höchstplatzierung, Gesamtwochen, AuszeichnungChartplatzierungen (Jahr, Titel, Musiklabel, Platzierungen, Wochen, Auszeichnungen, Anmerkungen) | Höchstplatzierung, Gesamtwochen, AuszeichnungChartplatzierungen (Jahr, Titel, Musiklabel, Platzierungen, Wochen, Auszeichnungen, Anmerkungen) | Anmerkungen                        |
| Jahr | Titel Musiklabel       | DE | AT | CH | Anmerkungen                        |
| ---- | ---------------------- | --- | --- | --- | ---------------------------------- |
| 2020 | Elemente Urban Records | DE18 (6 Wo.)DE | — | CH16 (5 Wo.)CH | Erstveröffentlichung: 22. Mai 2020 |

## Singles

### Als Leadmusiker
| Jahr | Titel Album                  | Höchstplatzierung, Gesamtwochen, AuszeichnungChartplatzierungen (Jahr, Titel, Album, Platzierungen, Wochen, Auszeichnungen, Anmerkungen) | Höchstplatzierung, Gesamtwochen, AuszeichnungChartplatzierungen (Jahr, Titel, Album, Platzierungen, Wochen, Auszeichnungen, Anmerkungen) | Höchstplatzierung, Gesamtwochen, AuszeichnungChartplatzierungen (Jahr, Titel, Album, Platzierungen, Wochen, Auszeichnungen, Anmerkungen) | Anmerkungen                                                           |
| Jahr | Titel Album                  | DE | AT | CH | Anmerkungen                                                           |
| ---- | ---------------------------- | --- | --- | --- | --------------------------------------------------------------------- |
| 2012 | Keiner hier ist Rap –        | — | — | — | Erstveröffentlichung: 20. März 2012 mit Genetikk                      |
| 2013 | Guten Morgen N.S.A –         | DE80 (1 Wo.)DE | — | — | Erstveröffentlichung: 5. September 2013 feat. Elmo                    |
| 2015 | So wie du bist Mama          | DE3 Diamant · (42 Wo.)DE | AT10 (28 Wo.)AT | CH7 (20 Wo.)CH | Erstveröffentlichung: 26. Juni 2015 feat. Lary; Verkäufe: + 1.000.000 |
| 2016 | Zuhause ist wir Alien        | — | — | — | Erstveröffentlichung: 19. August 2016 feat. Lito                      |
| 2017 | Original –                   | — | — | — | Erstveröffentlichung: 13. Oktober 2017                                |
| 2018 | Immer wieder Elemente        | DE25 Gold · (14 Wo.)DE | AT70 (1 Wo.)AT | — | Erstveröffentlichung: 8. März 2018 Verkäufe: + 200.000; mit Rooz      |
| 2018 | Mohamed Ali                  | — | — | — | Erstveröffentlichung: 19. Oktober 2018 mit Ali As                     |
| 2018 | Ja Mohamed Ali               | — | — | — | Erstveröffentlichung: 26. Oktober 2018 mit Ali As                     |
| 2018 | Oh mein Mohamed Ali          | — | — | — | Erstveröffentlichung: 9. November 2018 mit Ali As feat. Kollegah      |
| 2018 | Unbezahlbar Mohamed Ali      | — | — | — | Erstveröffentlichung: 16. November 2018 mit Ali As                    |
| 2018 | LAX Mohamed Ali              | — | — | — | Erstveröffentlichung: 16. November 2018 mit Ali As feat. Summer Cem   |
| 2018 | Beatles Mohamed Ali          | — | — | — | Erstveröffentlichung: 23. November 2018 mit Ali As                    |
| 2018 | Feuerwehrmann Mohamed Ali    | — | — | — | Erstveröffentlichung: 30. November 2018 mit Ali As                    |
| 2019 | Genau wie du Elemente        | DE63 (1 Wo.)DE | — | — | Erstveröffentlichung: 22. Februar 2019                                |
| 2020 | Wenn du mich liebst Elemente | DE— aDE | — | — | Erstveröffentlichung: 14. Mai 2020                                    |

### Als Gastmusiker
| Jahr | Titel Album                                   | Höchstplatzierung, Gesamtwochen, AuszeichnungChartplatzierungen (Jahr, Titel, Album, Platzierungen, Wochen, Auszeichnungen, Anmerkungen) | Höchstplatzierung, Gesamtwochen, AuszeichnungChartplatzierungen (Jahr, Titel, Album, Platzierungen, Wochen, Auszeichnungen, Anmerkungen) | Höchstplatzierung, Gesamtwochen, AuszeichnungChartplatzierungen (Jahr, Titel, Album, Platzierungen, Wochen, Auszeichnungen, Anmerkungen) | Anmerkungen |
| Jahr | Titel Album                                   | DE | AT | CH | Anmerkungen |
| --- | --------------------------------------------- | --- | --- | --- | --- |
| 2011 | Polosport Massenmord Airmax Muzik II          | — | — | — | Erstveröffentlichung: 20. Mai 2011 Fler feat. MoTrip & Silla                                                               |
| 2015 | RAP Leben II                                  | DE83 (1 Wo.)DE | — | — | Erstveröffentlichung: 4. Dezember 2015 Azad feat. MoTrip                                                                   |
| 2016 | Wie ein Mann (Prachtkerle Remix) Schwermetall | — | — | — | Erstveröffentlichung: 22. April 2016 Pedaz feat. MoTrip, Silla, JokA, RAF Camora, Sinan-G, Joshi Mizu, Blut & Kasse & Sido |
| 2017 | Polarlichter So schön anders                  | — | — | — | Erstveröffentlichung: 1. Dezember 2017 Adel Tawil feat. MoTrip                                                             |
| 2019 | Hellwach Keine Tränen                         | DE41 (1 Wo.)DE | — | — | Erstveröffentlichung: 5. Juli 2019 PA Sports feat. MoTrip & Jamule                                                         |
| 2019 | Gute Zeiten Hin und weg                       | — | — | — | Erstveröffentlichung: 26. Juli 2019 Xavier Naidoo feat. MoTrip                                                             |
| 2020 | Nie besser als jetzt Elemente                 | — | — | — | Erstveröffentlichung: 28. Februar 2020 Max Giesinger feat. MoTrip                                                          |
| Folgende Lieder erschienen nicht als Single, wurden aber durch das Album zum Download und Streaming bereitgestellt und konnten somit eine Platzierung erlangen: |                                               | | | | |
| |                                               | | | | |
| 2016 | Einer von Millionen Imperator                 | DE53 (2 Wo.)DE | — | — | Videoauskopplung: 14. Dezember 2016 Charteinstieg: 16. Dezember 2016 Kollegah feat. MoTrip                                 |
| 2017 | Narben Auge des Tigers                        | DE96 (1 Wo.)DE | — | — | Charteinstieg: 17. Februar 2017 Majoe feat. MoTrip                                                                         |

## Musikvideos
| Jahr | Titel                            | Regisseur(e)               |
| ---- | -------------------------------- | -------------------------- |
| 2011 | Albtraum                         | Felix Christ               |
| 2011 | Ich mach mein … / Schnelles Geld | Florian Autzen             |
| 2011 | Polosport Massenmord             | BUGI                       |
| 2012 | Kennen                           |                            |
| 2012 | Triptheorie / Meine Rhymes & ich | Felix Christ               |
| 2012 | Feder im Wind                    | Felix Christ, Malte Pröckl |
| 2012 | Von einem anderen Stern          | Famefabrik                 |
| 2013 | 30-11-80                         |                            |
| 2015 | Mathematik                       | Sebastian Tomczak          |
| 2015 | Wie ein Dealer                   | Daniel Harder              |
| 2015 | So wie du bist                   | Max von Helldorff          |
| 2015 | Die Letzten ihrer Art – Remix    | Mikis Fontagnier           |
| 2015 | Mama                             | Mikis Fontagnier           |
| 2015 | Selbstlos                        | Vi-Dan Tran                |
| 2015 | RAP                              | Henning Brix               |
| 2016 | Versus                           | Boston George              |
| 2016 | Wie ein Mann (Prachtkerle Remix) | Authentic Artworks         |
| 2016 | Einer von Millionen              | Daniel Zlotin              |
| 2018 | Sand                             | Nils Hansen                |
| 2018 | Mohamed Ali                      | PLUG                       |
| 2018 | Ja                               | PLUG                       |
| 2018 | Oh mein                          | Mikis Fontagnier           |
| 2018 | Beatles                          | PLUG                       |
| 2018 | Feuerwehrmann                    | Besian Kukiqi              |
| 2019 | Genau wie du                     | Besian Kukiqi              |
| 2019 | Gute Zeiten                      | Mikis Fontagnier           |
| 2020 | Nie besser als jetzt             | Nico Koenen, Patrick Wulf  |
| 2020 | Wenn du mich liebst              | Nils Hansen                |
| 2020 | Standort                         | Marvin Ströter             |

## Autorenbeteiligungen
MoTrip schreibt die meisten seiner Lieder selbst. Die folgende Tabelle beinhaltet Autorenbeteiligungen die die Singlecharts in Deutschland, Österreich sowie der Schweiz erreichten und bei denen er nicht als Interpret mitwirkt.

| Jahr | Titel Interpretation     | Höchstplatzierung, Gesamtwochen, AuszeichnungChartplatzierungen (Jahr, Titel, Interpretation, Platzierungen, Wochen, Auszeichnungen, Anmerkungen) | Höchstplatzierung, Gesamtwochen, AuszeichnungChartplatzierungen (Jahr, Titel, Interpretation, Platzierungen, Wochen, Auszeichnungen, Anmerkungen) | Höchstplatzierung, Gesamtwochen, AuszeichnungChartplatzierungen (Jahr, Titel, Interpretation, Platzierungen, Wochen, Auszeichnungen, Anmerkungen) | Anmerkungen                            |
| Jahr | Titel Interpretation     | DE | AT | CH | Anmerkungen                            |
| ---- | ------------------------ | --- | --- | --- | -------------------------------------- |
| 2012 | Lass mich allein Bushido | DE61 (1 Wo.)DE | AT52 (1 Wo.)AT | CH34 (1 Wo.)CH | Erstveröffentlichung: 12. Oktober 2012 |

## Sonderveröffentlichungen

### Alben
| Jahr | Titel Musiklabel     | Anmerkungen |
| ---- | -------------------- | --- |
| 2015 | Alien Vertigo Recods | Erstveröffentlichung: 19. Juni 2015 Bonus-CD der „Limited Deluxe Edition“ von Mama; Verkäufe werden Mama hinzuaddiert |

### Lieder
| Jahr | Titel Album                                                                | Anmerkungen |
| ---- | -------------------------------------------------------------------------- | --- |
| 2006 | Was ihr nicht seid La Haine – Sie nannten ihn Mücke …                      | Erstveröffentlichung: 28. April 2006 Ercandize feat. Sinan, I.G.O.R. & MoTrip |
| 2007 | Was ihr sagt … und dann kam Crack                                          | Erstveröffentlichung: 26. Oktober 2007 Ercandize feat. MoTrip & AIM |
| 2008 | Championshit Best Of (Vol. 2): I Am Legend                                 | Erstveröffentlichung: 11. Juli 2008 Ercandize feat. MoTrip & Hassan El Moussaoui |
| 2008 | Tausend The Best of Kool Savas                                             | Erstveröffentlichung: 1. August 2008 Kool Savas feat. Ercandize, MoTrip, I.G.O.R. & Caput |
| 2008 | Beweis 2 (Mammut Remix) John Bello Story II                                | Erstveröffentlichung: 17. Oktober 2008 Kool Savas feat. Various Artists |
| 2008 | Das hier können sie uns nicht nehmen John Bello Story II (Premium Edition) | Erstveröffentlichung: 17. Oktober 2008 Kool Savas feat. Sinan, I.G.O.R. & MoTrip |
| 2009 | Das hier können sie uns nicht nehmen Sohn seiner Klasse                    | Erstveröffentlichung: 27. März 2009 Sinan feat. Kool Savas, I.G.O.R. & MoTrip |
| 2009 | Hass Sohn seiner Klasse                                                    | Erstveröffentlichung: 27. März 2009 Sinan feat. MoTrip |
| 2009 | Ich will raus Sohn seiner Klasse                                           | Erstveröffentlichung: 27. März 2009 Sinan feat. I.G.O.R. & MoTrip |
| 2009 | Stop Zeit zum Scheinen                                                     | Erstveröffentlichung: 27. November 2009 Jeyz feat. Moe Mitchell, MoTrip & Caput |
| 2010 | 30 Sekunden John Bello Story III (Premium Edition)                         | Erstveröffentlichung: 12. März 2010 Kool Savas feat. MoTrip & Olli Banjo |
| 2010 | Immer wenn ich rhyme (Mammut Remix) John Bello Story III (Premium Edition) | Erstveröffentlichung: 12. März 2010 Kool Savas feat. Various Artists |
| 2010 | Mach doch deinen Scheiss John Bello Story III                              | Erstveröffentlichung: 12. März 2010 Kool Savas feat. MoTrip, Olli Banjo, Franky Kubrick & Kaas |
| 2010 | Merk dir meinen Namen John Bello Story III                                 | Erstveröffentlichung: 12. März 2010 Kool Savas feat. Franky Kubrick, Olli Banjo, MoTrip & Moe Mitchell |
| 2010 | Myspace John Bello Story III                                               | Erstveröffentlichung: 12. März 2010 Kool Savas feat. Olli Banjo, MoTrip & Moe Mitchell |
| 2010 | Yo (Remix) Therapie nach dem Album                                         | Erstveröffentlichung: 24. September 2010 RAF Camora feat. Nazar, Chakuza, JokA, MoTrip, Tua, D-Bo, Tarek K.I.Z & Silla |
| 2011 | An manchen Tagen Silla Instinkt                                            | Erstveröffentlichung: 4. März 2011 Silla feat. MoTrip |
| 2011 | Killa Silla Instinkt                                                       | Erstveröffentlichung: 4. März 2011 Silla feat. JokA & MoTrip |
| 2011 | Echte Gangster tanzen nicht Airmax Muzik II                                | Erstveröffentlichung: 8. April 2011 Fler feat. Silla & MoTrip |
| 2011 | Kein Fan davon Airmax Muzik II / Maskulin Mixtape Vol. 1                   | Erstveröffentlichung: 8. April 2011 Fler feat. Silla & MoTrip |
| 2011 | Polosport Massenmord Airmax Muzik II / Maskulin Mixtape Vol. 1             | Erstveröffentlichung: 8. April 2011 Fler feat. Silla & MoTrip |
| 2011 | Fieber Derdo Derdo                                                         | Erstveröffentlichung: 27. Mai 2011 KC Rebell feat. MoTrip & Manuellsen |
| 2011 | Geldregen Im Bus ganz hinten (Premium Edition)                             | Erstveröffentlichung: 16. September 2011 Fler feat. G-Hot & MoTrip |
| 2011 | Immer noch kein Fan davon Im Bus ganz hinten                               | Erstveröffentlichung: 8. April 2011 Fler feat. Silla & MoTrip |
| 2011 | Geld macht mich geil Maskulin Mixtape Vol. 1                               | Erstveröffentlichung: 28. Oktober 2011 Fler feat. Silla & MoTrip |
| 2011 | Minutentakt (Remix) Maskulin Mixtape Vol. 1                                | Erstveröffentlichung: 28. Oktober 2011 Fler feat. Silla & MoTrip |
| 2011 | Spiegelbild (Remix) Maskulin Mixtape Vol. 1                                | Erstveröffentlichung: 28. Oktober 2011 Fler feat. G-Hot, Silla & MoTrip |
| 2011 | Das Leben ist ein Arschloch Blutzbrüdaz – die Mukke zum Film               | Erstveröffentlichung: 2. Dezember 2011 Sido feat. MoTrip & Laas Unltd. |
| 2012 | Roboter Remix RAF 3.0 (Premium-Edition)                                    | Erstveröffentlichung: 24. Februar 2012 RAF 3.0 feat. MoTrip & Silla |
| 2012 | Giftig Souledition                                                         | Erstveröffentlichung: 20. April 2012 M. Bilal feat. MoTrip |
| 2012 | Immer noch hier Sucuk & Champagner                                         | Erstveröffentlichung: 25. Mai 2012 Summer Cem feat. MoTrip |
| 2012 | Blaues Blut Wiederbelebt                                                   | Erstveröffentlichung: 8. Juni 2012 Silla feat. MoTrip & JokA |
| 2012 | Ich mach mein Geld Wiederbelebt                                            | Erstveröffentlichung: 8. Juni 2012 Silla feat. MoTrip |
| 2012 | Intro Wiederbelebt                                                         | Erstveröffentlichung: 8. Juni 2012 Silla feat. MoTrip |
| 2012 | Schnelles Geld Wiederbelebt                                                | Erstveröffentlichung: 8. Juni 2012 Silla feat. MoTrip & JokA |
| 2012 | Was ist Rap für dich? Wiederbelebt                                         | Erstveröffentlichung: 8. Juni 2012 Silla feat. MoTrip |
| 2012 | Wie Godzilla Wiederbelebt                                                  | Erstveröffentlichung: 8. Juni 2012 Silla feat. MoTrip & JokA |
| 2012 | Klassentreffen Ek to the Roots                                             | Erstveröffentlichung: 31. August 2012 Eko Fresh feat. Ali As, MoTrip, Pappa Landliebe, Pillath, Sentence & Toni der Assi |
| 2012 | Nicht mit mir Narkose                                                      | Erstveröffentlichung: 7. September 2012 Nazar feat. MoTrip |
| 2012 | Snare Drum ich rap AMYF                                                    | Erstveröffentlichung: 12. Oktober 2012 Bushido feat. MoTrip |
| 2012 | Rap ist (Extended Version) Fühlt sich wie fliegen an (Single)              | Erstveröffentlichung: 16. November 2012 Max Herre feat. MoTrip, Afrob, Samy Deluxe & Megaloh |
| 2012 | Auf Leben und Tod Die Passion Whisky                                       | Erstveröffentlichung: 7. Dezember 2012 Silla feat. MoTrip & RAF Camora |
| 2012 | Nobody #Beste                                                              | Erstveröffentlichung: 14. Dezember 2012 Sido feat. Chiddy Bang & MoTrip |
| 2013 | Von einem anderen Stern Nero                                               | Erstveröffentlichung: 11. Januar 2013 Vega feat. MoTrip & RAF Camora |
| 2013 | Kopfchillen ZU!Gabe                                                        | Erstveröffentlichung: 1. März 2013 Joshi Mizu feat. MoTrip |
| 2013 | Keine Wunder mehr Unter Wölfen                                             | Erstveröffentlichung: 29. März 2013 Liquit Walker feat. MoTrip |
| 2013 | Wer von euch weiss Beste Zeit unseres Lebens                               | Erstveröffentlichung: 3. Juni 2013 M.Bilalonyen feat. Elmo & MoTrip |
| 2013 | All die Menschen 00:00                                                     | Erstveröffentlichung: 7. Juni 2013 Timeless feat. RAF Camora & MoTrip |
| 2013 | Outro D.N.A.                                                               | Erstveröffentlichung: 21. Juni 2013 Genetikk feat. MoTrip |
| 2013 | Zum Quadrat Hoch 2 (Premium-Edition)                                       | Erstveröffentlichung: 5. Juli 2013 RAF 3.0 feat. MoTrip |
| 2013 | Entscheide du Identitæter                                                  | Erstveröffentlichung: 12. Juli 2013 Chefket feat. MoTrip & Tua |
| 2013 | Wir sind wie wir sind Bruder Blut gegen Blut 3                             | Erstveröffentlichung: 2. August 2013 Massiv feat. MoTrip & Vega & JokA |
| 2013 | Die Letzten ihrer Art – Remix Vom Alk zum Hulk                             | Erstveröffentlichung: 7. August 2015 Silla feat. Lakmann, Boz, Crackaveli, Said, Basstard, Amar, RLS, RAF Camora, MoTrip, JokA, King Orgasmus One, Herzog, B-Tight, Blokkmonsta, Credibil, Solo, Blut & Kasse, Instinkt, Bizzy Montana, Hayat & Matondo |
| 2013 | Gangsta Squad Eksodus                                                      | Erstveröffentlichung: 23. August 2013 Eko Fresh feat. MoTrip, Ali As, Shindy, Jeyz & Tatwaffe |
| 2013 | 30-11-80                                                                   | Erstveröffentlichung: 29. November 2013 Sido feat. Various Artists |
| 2014 | Braun TrafiQ                                                               | Erstveröffentlichung: 21. März 2014 SadiQ feat. MoTrip |
| 2014 | Noch ein paar Hits Amargeddon 2010                                         | Erstveröffentlichung: 16. Mai 2014 Amar feat. Silla, MoTrip & JokA |
| 2014 | Top10Rapper Akupunktur                                                     | Erstveröffentlichung: 5. Juni 2014 Celo & Abdi feat. MoTrip |
| 2014 | Killaware Audio Anabolika                                                  | Erstveröffentlichung: 31. Oktober 2014 Silla feat. MoTrip & JokA |
| 2014 | Reflektion Audio Anabolika                                                 | Erstveröffentlichung: 31. Oktober 2014 Silla feat. MoTrip & JokA |
| 2014 | Wasser & Brot Audio Anabolika                                              | Erstveröffentlichung: 31. Oktober 2014 Silla feat. MoTrip |
| 2014 | Seele (Babos Remix) Russisch Roulette (Deluxe)                             | Erstveröffentlichung: 28. November 2014 Haftbefehl feat. MoTrip & Celo |
| 2015 | Richtung Lichtung Amnesia                                                  | Erstveröffentlichung: 9. Januar 2015 Ali As feat. MoTrip |
| 2015 | Westside Reise X                                                           | Erstveröffentlichung: 9. Januar 2015 Ado Kojo feat. Eko Fresh, Summer Cem, MoTrip, Elmo, Tatwaffe, Capkekz, Caput & Sinan G |
| 2015 | Kalenderblätter                                                            | Erstveröffentlichung: 22. Mai 2015 Fabian Römer feat. MoTrip |
| 2015 | Mein Film Hellwach EP                                                      | Erstveröffentlichung: 28. August 2015 Namika feat. MoTrip |
| 2015 | Stunde Null MDMD                                                           | Erstveröffentlichung: 28. August 2015 Joshi Mizu feat. MoTrip |
| 2015 | Immer noch MC Augenzeuge                                                   | Erstveröffentlichung: 4. September 2015 JokA feat. Sido & MoTrip |
| 2015 | Gestern Nacht Augenzeuge                                                   | Erstveröffentlichung: 4. September 2015 JokA feat. MoTrip |
| 2015 | Die Welt dreht sich Der Staat gegen Patrick Decker                         | Erstveröffentlichung: 4. Dezember 2015 Fler feat. MoTrip |
| 2016 | Tagebuch Reise X (Neuauflage 2016)                                         | Erstveröffentlichung: 8. Januar 2016 Ado Kojo feat. MoTrip |
| 2016 | RAP Leben II                                                               | Erstveröffentlichung: 15. Januar 2016 Azad feat. MoTrip |
| 2016 | Ernte dank Regenmacher                                                     | Erstveröffentlichung: 4. März 2016 Megaloh feat. MoTrip & Maxim |
| 2016 | Stempel im Pass Euphoria                                                   | Erstveröffentlichung: 1. April 2016 Ali As feat. MoTrip |
| 2016 | Wie ein Mann (Prachtkerle Remix) Schwermetall                              | Erstveröffentlichung: 22. April 2016 Pedaz feat. MoTrip, Silla, JokA, RAF Camora, Sinan-G, Joshi Mizu, Blut & Kasse & Sido |
| 2016 | Gedanken Guten Abend, Hip Hop …                                            | Erstveröffentlichung: 6. Mai 2016 Haze feat. MoTrip |
| 2016 | Wir sind Jungs von der Straße Raubtier                                     | Erstveröffentlichung: 10. Juni 2016 Massiv feat. MoTrip & Manuellsen |
| 2016 | Die beste Zeit ist jetzt Es war einmal in Südberlin                        | Erstveröffentlichung: 21. Oktober 2016 Silla feat. MoTrip & Karen Firlej |
| 2016 | Einer von Millionen Imperator                                              | Erstveröffentlichung: 9. Dezember 2016 Kollegah feat. MoTrip & Linn Rob |
| 2017 | Narben Auge des Tigers                                                     | Erstveröffentlichung: 10. Februar 2017 Majoe feat. MoTrip |
| 2017 | Mehr als ihr seht (Pt. 2) Guten Morgen Freiheit                            | Erstveröffentlichung: 10. März 2017 Yvonne Catterfeld feat. MoTrip |
| 2017 | Polarlichter So schön anders                                               | Erstveröffentlichung: 21. April 2017 Adel Tawil feat. MoTrip |
| 2017 | Magnet Der Löwe                                                            | Erstveröffentlichung: 11. August 2017 Manuellsen feat. MoTrip |
| 2017 | Was ist mit der Welt passiert König von Deutschland                        | Erstveröffentlichung: 22. September 2017 Eko Fresh feat. Sebastian Krumbiegel & MoTrip |
| 2018 | Auf uns zwei (Remix) Lachen Weinen Tanzen (Premium Edition)                | Erstveröffentlichung: 19. Januar 2018 Matthias Schweighöfer feat. MoTrip |
| 2018 | Viertel Babylon                                                            | Erstveröffentlichung: 12. Januar 2018 Play69 feat. MoTrip |
| 2018 | Der stärkste Mensch Beastmode 3                                            | Erstveröffentlichung: 2. Februar 2018 Animus feat. MoTrip |
| 2018 | Hart fragil Sand                                                           | Erstveröffentlichung: 20. Juli 2018 Lary feat. MoTrip; Original: Omega – Gyöngyhajú lány |
| 2018 | Mimimi Takeover (Unplugged) SaMTV Unplugged                                | Erstveröffentlichung: 31. August 2018 Samy Deluxe feat. MoTrip, Afrob, Chefket & Eko Fresh |
| 2018 | Kaiser Sose MBIIII                                                         | Erstveröffentlichung: 14. Dezember 2018 Manuellsen feat. MoTrip & Ali As |
| 2019 | Gute Zeiten Hin und weg                                                    | Erstveröffentlichung: 19. Juli 2019 Xavier Naidoo feat. MoTrip |
| 2019 | Hellwach Keine Tränen                                                      | Erstveröffentlichung: 4. Oktober 2019 PA Sports feat. MoTrip & Jamule |
| 2020 | Nie besser als jetzt Elemente                                              | Erstveröffentlichung: 28. Februar 2020 Max Giesinger feat. MoTrip |
| 2021 | AMG RMX Aghori                                                             | Erstveröffentlichung: 19. Februar 2021 Kool Savas feat. Alies, MoTrip, Sierra Kidd, Edo Saiya, Celo & Abdi & Kelvyn Colt |

| Jahr | Titel Album                                                                            | Anmerkungen                                                              |
| ---- | -------------------------------------------------------------------------------------- | ------------------------------------------------------------------------ |
| 2011 | Deutscher Rap sieht Scheisse aus Maskulin Mixtape Vol. 1                               | Erstveröffentlichung: 28. Oktober 2011 mit Nicone                        |
| 2011 | Don’t Stop (Remix) Maskulin Mixtape Vol. 1                                             | Erstveröffentlichung: 28. Oktober 2011 mit Silla feat. Sheek & Styles P. |
| 2011 | Geld macht mich geil Maskulin Mixtape Vol. 1                                           | Erstveröffentlichung: 28. Oktober 2011 Fler feat. Silla & MoTrip         |
| 2011 | Hdfs Maskulin Mixtape Vol. 1                                                           | Erstveröffentlichung: 28. Oktober 2011                                   |
| 2011 | Minutentakt (Remix) Maskulin Mixtape Vol. 1                                            | Erstveröffentlichung: 28. Oktober 2011 Fler feat. Silla & MoTrip         |
| 2011 | Spiegelbild (Remix) Maskulin Mixtape Vol. 1                                            | Erstveröffentlichung: 28. Oktober 2011 Fler feat. G-Hot, Silla & MoTrip  |
| 2017 | Awake Dein Song 2017                                                                   | Erstveröffentlichung: 17. März 2017 mit Dario Hoffmann                   |
| 2020 | 80 Millionen Sing meinen Song – Das Tauschkonzert, Vol. 7                              | Erstveröffentlichung: 22. Mai 2020 Original: Max Giesinger               |
| 2020 | Changed Sing meinen Song – Das Tauschkonzert, Vol. 7 (Deluxe Edition)                  | Erstveröffentlichung: 22. Mai 2020 Original: Nico Santos                 |
| 2020 | Halb so viel Sing meinen Song – Das Tauschkonzert, Vol. 7                              | Erstveröffentlichung: 22. Mai 2020 Original: LEA                         |
| 2020 | Little Giants Sing meinen Song – Das Tauschkonzert, Vol. 7 (Deluxe Edition)            | Erstveröffentlichung: 22. Mai 2020 Original: Michael Patrick Kelly       |
| 2020 | Miracle Sing meinen Song – Das Tauschkonzert, Vol. 7 (Deluxe Edition)                  | Erstveröffentlichung: 22. Mai 2020 Original: Ilse DeLange                |
| 2020 | So wie du bist Sing meinen Song – Das Tauschkonzert, Vol. 7 (Deluxe Edition)           | Erstveröffentlichung: 22. Mai 2020 mit Max Giesinger                     |
| 2020 | Von Ewigkeit zu Ewigkeit Sing meinen Song – Das Tauschkonzert, Vol. 7 (Deluxe Edition) | Erstveröffentlichung: 22. Mai 2020 Original: Selig                       |
| 2020 | Von Ewigkeit zu Ewigkeit Sing meinen Song – Das Tauschkonzert, Vol. 7 (Deluxe Edition) | Erstveröffentlichung: 22. Mai 2020 mit Jan Plewka; Original: Selig       |
| 2024 | So wie du bist Giraffenaffen 9 – Weltreise                                             | Erstveröffentlichung: 18. Oktober 2024 mit Lary                          |

| Jahr | Titel Soundtrack zu                     | Anmerkungen                                                            |
| ---- | --------------------------------------- | ---------------------------------------------------------------------- |
| 2011 | Das Leben ist ein Arschloch Blutzbrüdaz | Erstveröffentlichung: 2. Dezember 2011 Sido feat. MoTrip & Laas Unltd. |
| 2011 | Immer tiefer in den Dreck Blutzbrüdaz   | Erstveröffentlichung: 2. Dezember 2011 feat. Sido                      |

## Promoveröffentlichungen
Freetracks
| Jahr | Titel Album                   | Anmerkungen                                        |
| ---- | ----------------------------- | -------------------------------------------------- |
| 2011 | Kurzer Prozess Juice Vol. 110 | Erstveröffentlichung: 19. Oktober 2011 feat. Afrob |

Promo-Singles

| Jahr | Titel Album                                                                     | Höchstplatzierung, Gesamtwochen, AuszeichnungChartplatzierungen (Jahr, Titel, Album, Platzierungen, Wochen, Auszeichnungen, Anmerkungen) | Höchstplatzierung, Gesamtwochen, AuszeichnungChartplatzierungen (Jahr, Titel, Album, Platzierungen, Wochen, Auszeichnungen, Anmerkungen) | Höchstplatzierung, Gesamtwochen, AuszeichnungChartplatzierungen (Jahr, Titel, Album, Platzierungen, Wochen, Auszeichnungen, Anmerkungen) | Anmerkungen                                                                                |
| Jahr | Titel Album                                                                     | DE | AT | CH | Anmerkungen                                                                                |
| ---- | ------------------------------------------------------------------------------- | --- | --- | --- | ------------------------------------------------------------------------------------------ |
| 2011 | Du kannst nicht immer 17 sein –                                                 | — | — | — | Erstveröffentlichung: 29. August 2011 Original: Chris Roberts; Teilnahme bei Cover My Song |
| 2020 | 80 Millionen Sing meinen Song – Das Tauschkonzert, Vol. 7 (Sampler)             | DE60 (3 Wo.)DE | — | CH81 (1 Wo.)CH | Erstveröffentlichung: 22. Mai 2020 Original: Max Giesinger                                 |
| 2020 | Changed Sing meinen Song – Das Tauschkonzert, Vol. 7 (Deluxe Edition) (Sampler) | — | — | — | Erstveröffentlichung: 13. Mai 2020 Original: Nico Santos                                   |
| 2020 | Miracle Sing meinen Song – Das Tauschkonzert, Vol. 7 (Deluxe Edition) (Sampler) | — | — | — | Erstveröffentlichung: 19. Mai 2020 Original: Ilse DeLange                                  |

## Statistik

### Chartauswertung
Die folgenden Tabellen bieten eine Übersicht über die Charterfolge von MoTrip in den Album- und Singlecharts in Deutschland, Österreich und der Schweiz. Zu beachten ist, dass bei den Singles nur Interpretationen und keine Autorenbeteiligungen berücksichtigt wurden.
|                     | DE    | AT    | CH    |
| ------------------- | ----- | ----- | ----- |
| Nummer-eins-Alben   | DE—DE | AT—AT | CH—CH |
| Top-10-Alben        | DE2DE | AT1AT | CH1CH |
| Alben in den Charts | DE5DE | AT2AT | CH4CH |

|                       | DE    | AT    | CH    |
| --------------------- | ----- | ----- | ----- |
| Nummer-eins-Singles   | DE—DE | AT—AT | CH—CH |
| Top-10-Singles        | DE1DE | AT1AT | CH1CH |
| Singles in den Charts | DE9DE | AT2AT | CH2CH |

### Auszeichnungen für Musikverkäufe
Anmerkung: Auszeichnungen in Ländern aus den Charttabellen bzw. Chartboxen sind in ebendiesen zu finden.
| Land/RegionAuszeichnungen für Musikverkäufe (Land/Region, Auszeichnungen, Verkäufe, Quellen) | Gold     | Platin | Diamant  | Verkäufe  | Quellen           |
| -------------------------------------------------------------------------------------------- | -------- | ------ | -------- | --------- | ----------------- |
| Deutschland (BVMI)                                                                           | 2× Gold2 | —      | Diamant1 | 1.300.000 | musikindustrie.de |
| Insgesamt                                                                                    | 2× Gold2 | —      | Diamant1 |           |                   |